# Trigonopterus linauensis
Trigonopterus linauensis – gatunek chrząszcza z rodziny ryjkowcowatych i podrodziny krytoryjków.
Gatunek ten opisany został po raz pierwszy w 2022 roku przez Alexandra Riedela na łamach „ZooKeys”. Jako miejsce typowe wskazano Long Linau w Beladze w malezyjskim stanie Sarawak. Epitet gatunkowy pochodzi od miejsca typowego.
Chrząszcz o ciele długości od 2,1 do 2,3 mm, wysklepionym, w zarysie prawie rombowatym ze słabym przewężeniem między przedpleczem a pokrywami, ubarwionym rdzawo z przyciemnionym przedpleczem. Ryjek zaopatrzony jest w listewkę środkową i parę listewek przyśrodkowych zakończonych przy nasadach czułków. Epistom zaopatrzony jest w niewyraźną, prawie kanciastą listewkę. Przedplecze jest gęsto i grubo punktowane oraz mikrosiateczkowane. Pokrywy mają rzędy z punktami i płaskie, lekko skórzaste międzyrzędy. Wszystkie uda mają słabo karbowane listewki przednio-brzuszne, w przypadku przedniej i tylnej pary zakończone małym i tępym, a środkowej drobnym i ostrym ząbkiem. Tylna para odnóży ma na udach przedwierzchołkową łatkę strydulacyjną. Golenie mają przed nasadami ząbkowane krawędzie grzbietowe, przy czym na tylnej parze ząbki są tępe, a na pozostałych ostre. Genitalia samca mają prącie o prawie równoległych bokach, płytko wciętym pośrodku i skąpo owłosionym szczycie oraz skomplikowanych sklerytach w endofallusie, kolcowaty aparat przenoszący ze sklerytami wspierającymi oraz przewód wytryskowy z niewyraźnym bulbusem.
Owad orientalny, endemiczny dla Borneo, znany tylko z lokalizacji typowej w stanie Sarawak. Spotykany na rzędnych 400 m n.p.m.